# Jerónimo Saavedra
Jerónimo Saavedra Acevedo (ur. 3 lipca 1936 w Las Palmas de Gran Canaria, zm. 21 listopada 2023) – hiszpański polityk, prawnik i samorządowiec, parlamentarzysta krajowy i minister, prezydent Wysp Kanaryjskich w latach 1983–1987 i 1991–1993.

## Życiorys
Studiował prawo na Universidad de La Laguna, studia ukończył jednak na Uniwersytecie Complutense w Madrycie, na którym również się doktoryzował. Kształcił się także w Niemczech i Włoszech oraz w szkole podyplomowej Escuela de Organización Industrial. Specjalizował się w zagadnieniach z zakresu prawa pracy. Pracował w instytucjach naukowych i jako nauczyciel akademicki. Był profesorem na Universidad de La Laguna.
Wieloletni działacz Hiszpańskiej Socjalistycznej Partii Robotniczej (PSOE). W latach 1977–1985 i 1988–1997 był sekretarzem generalnym jej kanaryjskiego oddziału PSC. W latach 1977–1983 oraz 1996–1999 był posłem do Kongresu Deputowanych kilku kadencji. W 1993 oraz od 1999 do 2003 wchodził w skład hiszpańskiego Senatu.
W 1983 został pierwszym prezydentem Wysp Kanaryjskich. Funkcję tę pełnił do 1987 i ponownie w latach 1991–1993. Sprawował w międzyczasie również mandat posła do regionalnego parlamentu. W lipcu 1993 został ministrem administracji publicznej w czwartym rządzie Felipe Gonzáleza. W lipcu 1995 w tym samym gabinecie przeszedł na stanowisko ministra edukacji i nauki, które zajmował do maja 1996. W 2007 został alkadem Las Palmas de Gran Canaria, kierując administracją miejską do 2011.
Był jawnym homoseksualistą.